# Solntse
Solntse (russisk: Сóлнце) er en spillefilm fra 2005 af Aleksandr Sokurov.

## Medvirkende
- Issey Ogata som Hirohito
- Robert Dawson som Douglas MacArthur
- Kaori Momoi som Kōjun
- Shiro Sano
- Shinmei Tsuji